# 舍曼向大海进军

Alexander Hay Ritchie描绘谢尔曼进军的刻画

谢尔曼向大海进军（英語：Sherman's March to the Sea）是萨凡纳战役的通俗名称，此战役为南北战争的一部分，由联邦军少將威廉·特库姆塞·谢尔曼领导，自1864年11月15日至1864年12月21日，发生于乔治亚州。此战役以11月16日谢尔曼军队离开已占领的亚特兰大城为开始，并以12月21日占领萨凡纳港为结束。这场战役给南方带来了巨大的损失，对工业和基础设施的破坏尤其严重，对于平民财产也造成了毁损。军事历史学家David J. Eicher写道，谢尔曼“因深入敌人领地且无补给或通信线路的行动而挑战了军事法则。他摧毁了许多南方人身体和心理上发动战争的能力。”

## 背景和进军命令
谢尔曼于1864年5月到9月的亚特兰大战役成功之后，紧接着就开始了他的“向大海进军”。他和美国陆军司令尤利塞斯·S·格兰特中将都认为，只有彻底打破邦联对战争的战略、经济、心理能力，才能结束内战。谢尔曼因此使用焦土策略，命令军队烧毁庄稼，杀死牲畜，消耗物资。最后，他在前行中一路毁坏民用基础设施。这项政策常常被认为是全面战争的一个组成策略。
此战役的第二个目的比较常规。在弗吉尼亚的格兰特军队继续和被围在彼得堡的罗伯特·李的军队僵持。谢尔曼转移到李的背部并对他上演迂回战术，这很可能增加对李的压力，使得格兰特有机会突破，或者说至少能使南方的增援远离弗吉尼亚。
格兰特和谢尔曼把这个战役设计成类似于格兰特创新性并成功的维克斯堡战役（Vicksburg Campaign）。被称作“bummers”（对谢尔曼军队征粮者的昵称，意指他们的破坏性）的征粮者从当地农场夺取食物供给军队，他们同时破坏乔治亚的铁路和生产与农业设施。谢尔曼规劃行军时用1860年人口普查的牲畜和农作物生产数据来领导他的军队经过那些他认为可最有效地搜集粮食的区域。因为南方人用棉花换取枪支和其他补给，于是轧棉机和储藏箱被毁。军队用火加热并且围着树干扭弯铁路，被扭曲和破坏的铁轨被称为“谢尔曼的领带”。由于整个战役之中军队会和北方失去联系，谢尔曼给出明确的关系到指挥作战的命令——谢尔曼的特别战地令第120号（Special Field Orders,No. 120）。号令的摘录如下：
⋯⋯四、行军途中，军队将会自由在田野中搜集粮食。为达到目的，每个旅长将组织优良及足够的征粮队，归一个或多个慎重的官员指挥，他们将会在走过的线路周围搜集任何种类的玉米和草料，任何种类的肉类，蔬菜，玉米粉或命令要求的任何东西，目标为始终在马车中保持至少给师部十日的给养和三日的草料。士兵不能进入居民住所或者有任何侵扰，不过在停下或者扎营的时候他们可以被许可收集萝卜，苹果，和其他蔬菜，并且驱赶牲畜入营。为能正常搜集，小队需要接受能在离行过路途任何远的地方收集给养和粮草的训导。

五、仅军长有权毁坏作坊，房屋，轧棉机等等，但是对于他们原则是制定好的：在军队未遭到骚扰的区邻，破坏不被许可；但要是游击队或者埋伏者干扰了我们行军，或者居民烧毁桥梁，堵塞道路，抑或表明了当地的敌意，那么军队指挥官则需就此敌对手段来下令及施行不同残酷程度的破坏。
六、至于马匹，骡子，马车等等居民的所有物，骑兵和炮兵可以自由，无限制地挪用，不必区分是通常有敌意的富人，还是通常中立友善的贫穷辛劳者，征集队也可以拿骡子或马匹替代他们队列的年迈牲口，或者是用作团旅的驮驴。所有搜集之中，无论是何种类，参与的搜集队需要克制辱骂和恐吓的语言，而且，司令官认为恰当的情况下，可给予书面的实情证明，但是不会给征收凭据，而且他们需尽量给每个家庭留下合理的部分以供维持生计。
七、身体健全，可以服役于这些纵队的黑人可以随行带走，但每位军队指挥官需牢记补给是非常重要的一个问题，他的首要任务则是留意携带有武器的人⋯⋯

 — 威廉·T·谢尔曼， 密西西比战区特别战地令第120号

## 对抗力量
指挥密西西比军区的谢尔曼并没有将他整个集团军用于这场战役。邦联中将约翰·贝尔·胡德正威胁着谢尔曼自查塔努加的供给线，谢尔曼派两支军队归少将乔治·亨利·托马斯掌管，前去在富兰克林-纳什维尔战役对付胡德。萨凡纳战役中，舍曼余下的62,000人的军力（55,000名步兵，5,000名骑兵，2,000名操作64门炮的炮兵）在进军中分成两路纵队：
- 右翼为田納西軍團（英语：Army of the Tennessee），由少将奥利弗·O·霍华德指挥，由两个軍級部隊组成：
  - 第15军（XV Corps），由Peter J. Osterhaus少将指挥，包含有Charles R. Woods, William B. Hazen, John E. Smith和John M. Corse准将的师。
  - 第17军（XVII Corps），由Frank Blair, Jr少将指挥，包含有Joseph A. Mower少将与Mortimer D. Leggett和Giles A. Smith准将的师。
- 左翼为乔治亚军团（英语：Army of Georgia），由少将亨利·W·斯洛克姆指挥，也包含有两个军团：
  - 第14军（XIV Corps），由Jefferson C. Davis准将指挥，包含有William P. Carlin, James D. Morgan,和Absalom Baird准将的师。
  - 第20军（XX Corps），由Alpheus S. Williams准将指挥，包含有Nathaniel J. Jackson, John W. Geary,和William T. Ward准将的师
- Judson Kilpatrick准将指挥的骑兵师参与行动支持这两翼军团。

中将威廉姆·J·哈迪掌管的南卡罗来纳，乔治亚，佛罗里达军区的邦联敌军十分贫乏。胡德之前在他的战役中就把在乔治亚的大量军队带去了田纳西。南亚特兰大的Lovejoy's Station只留下了大约13,000人。Gustavus W. Smith少将的乔治亚民兵大约有3,050人，许多人是儿童和老人，因为许多军队因认为谢尔曼大军将至而离开。Joseph Wheeler少将的骑兵团得到了William H. Jackson准将的旅增援，大约有10,000士兵。战役期间，邦联战争部从佛罗里达和卡罗来纳调来了另外的人，但是他们未能将他们的有效军力增长到13,000人以上。

## 行军
林肯总统和格兰特将军对谢尔曼的计划有很大保留。然而，格兰特相信谢尔曼的判断，1864年11月2日，他电报谢尔曼，简单说到，“随你所提那样去做吧。”长达300-英里（480-）的行军在11月15日开始。谢尔曼在回忆录中回想他次日在早上7点出发时场景写到：
⋯⋯我们由迪凯特路骑出亚特兰大，第14军前行的军队和马车挤满了道路；抵达小山，就在曾经叛军工厂之外，我们自然地停下回顾我们过去战斗的场景。我们就站在6月22日血战的土地上，还能看到麦克弗森倒下的杂树丛。我们身后是发着暗火，成为废墟的亚特兰大，黑烟高挂空中，就像是棺罩一样。远离此地，在麦克多诺路上，是霍华德纵队的尾部，炮管在阳光下闪闪发光，白顶的马车向南延伸；在我们正前方的第14军，稳步快速行进，面容愉快，步伐轻快，这使我们和里士满之间的路上布满千里阳光。一些乐队意外地奏响了“约翰·布朗之魂前进”的赞歌；人们抓住旋律，齐唱“Glory, glory, hallelujah!”而我之前，自那以后，都没有再听过如此有精神，如此地符合此时此地情景的齐唱了。

 — 威廉·T·谢尔曼， 谢尔曼将军回忆录，第21章

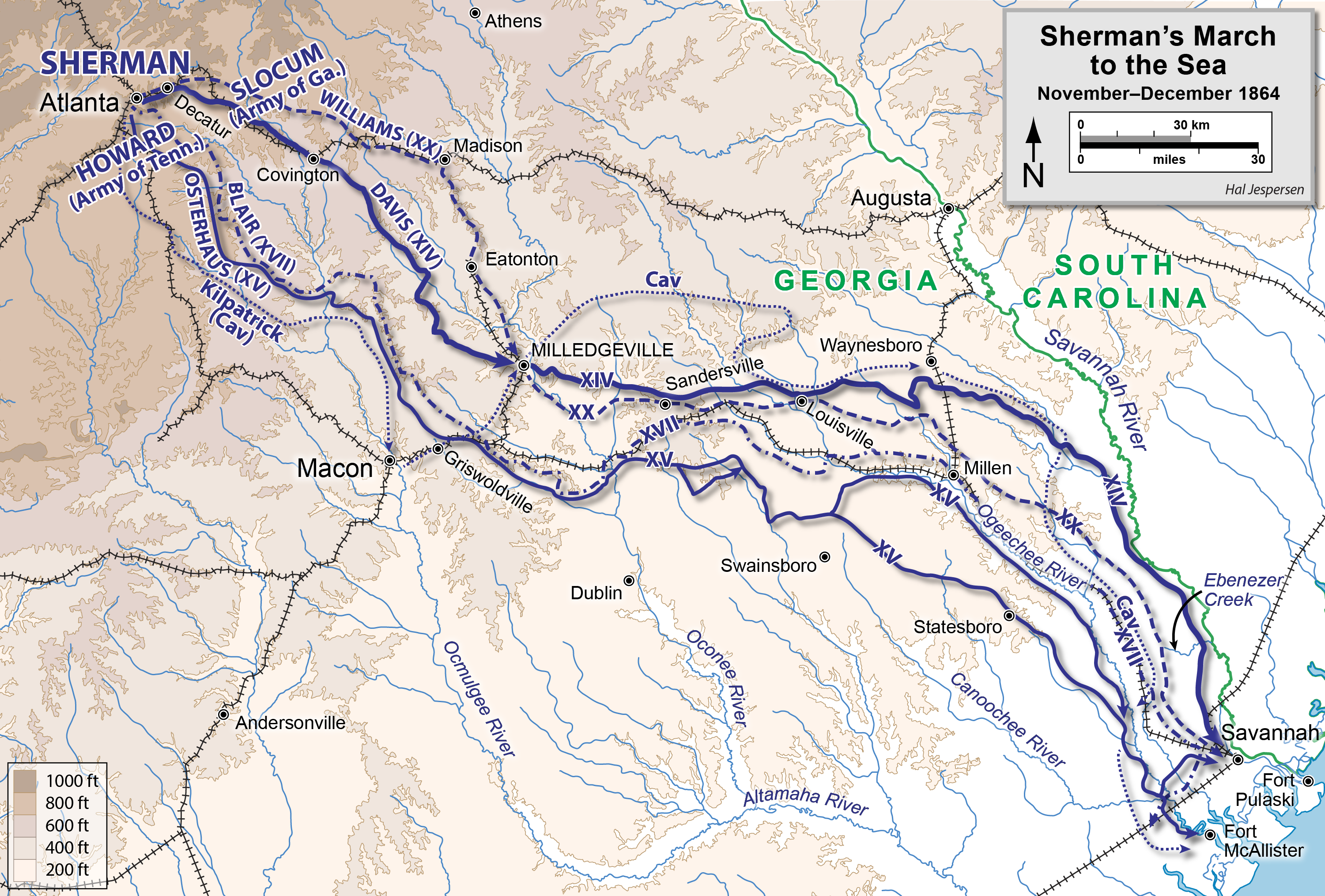
谢尔曼向大海进军

谢尔曼行军中的个人卫队为第1阿拉巴马骑兵团（1st Alabama Cavalry Regiment，此部队完全由仍然忠于联邦的南方人组成）。
两翼部队试图混淆并欺骗敌人关于他们的目的地；邦联军无法从初步行动中判断是否谢尔曼会进军梅肯，奥古斯塔，还是萨凡纳。霍华德一翼由Kilpatrick的骑兵带领，在南侧沿铁路行军到Lovejoy's Station，这使在那里的守卫战斗撤退到梅肯。在Lovejoy's station骑兵缴获两门邦联的大炮，而后在Bear Creek Station又缴获两门和捕获50名囚犯。霍华德步兵团穿过Jonesboro行军到当时州府米利奇维尔（Milledgeville）的西南部，Gordon。Slocum一翼由舍曼随行，朝奥古斯塔的方向向东进发。他们毁坏了横跨Oconee River的桥然后转向南行。
州议会呼吁乔治亚人“Die freemen rather than live [as] slaves”（活着[当]奴隶，不如死为自由人）并且逃离州府。哈迪从他在萨凡纳的总部赶到，而且认识到是萨凡纳而非Macon，才是谢尔曼的目标。他下令邦联骑兵在Wheeler的带领下骚扰联邦军的背部和两翼，同时Smith带领的民兵快速东行前去保护海港城市。11月23日，谢尔曼的人在州议会大厦召开了一场嘲讽的立法会议，开玩笑地投票乔治亚回归联邦而且还在打牌。
11月22日，在Griswoldville战斗中，霍华德的右翼第一次感到真正的抵抗。Wheeler的骑兵袭击Kilpatrick的骑兵，杀死三人捕获18人。准将Charles C. Walcutt的步兵旅前去巩固防卫，乔治亚民兵部门发动了多场好几小时，极不协调的袭击，最终撤退时大约有1,100人的伤亡（其中大约600人成为囚犯），而联邦军则只有100人。

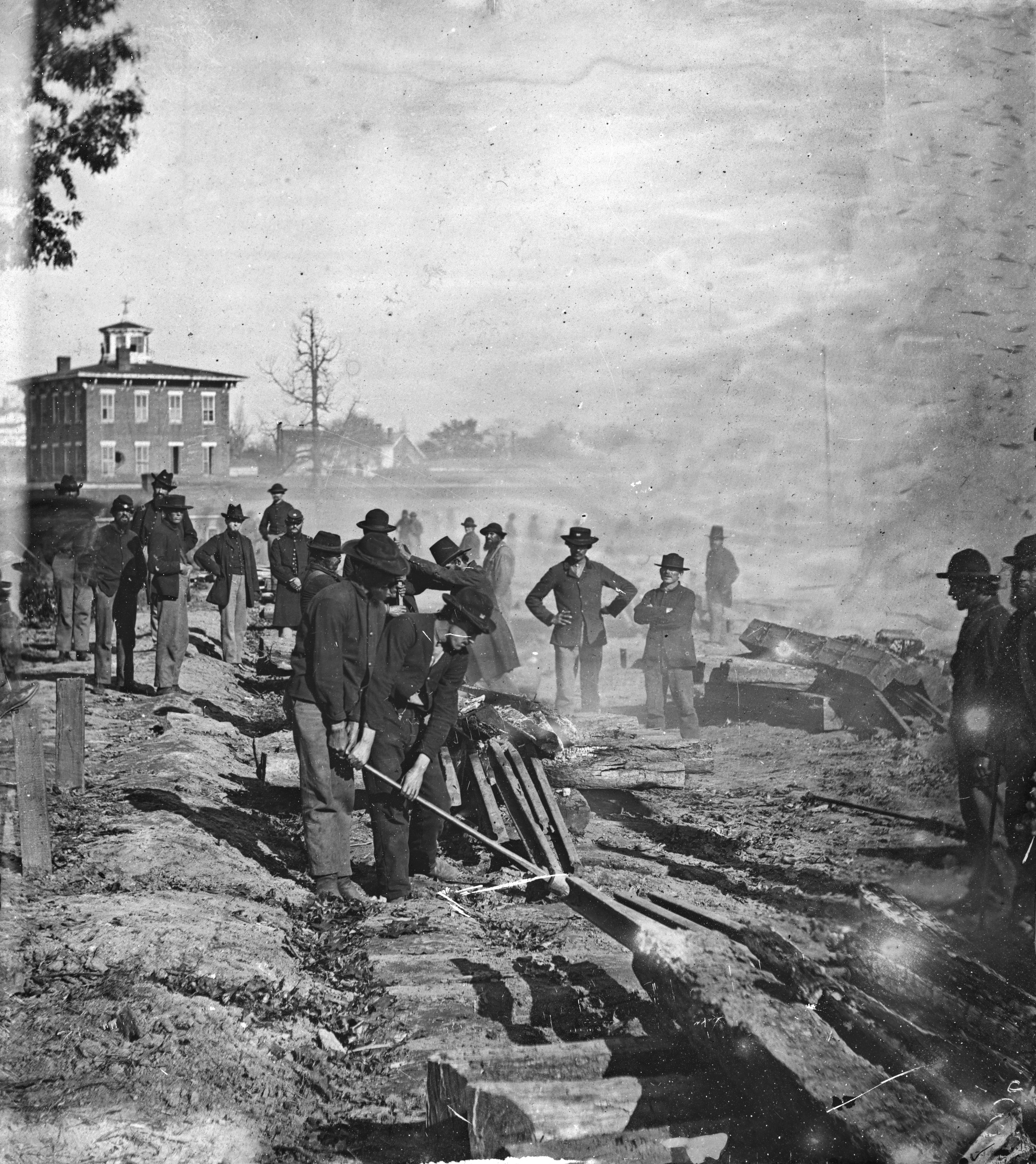
谢尔曼的人破坏亚特兰大的铁路

多个小规模行动随之发生。11月24和25日，Wheeler和一些步兵在后卫行动中袭击了波尔渡口（Ball's Ferry）。虽然霍华德一翼在波尔灌木丛（Ball's Bluff）被拖延，第1阿拉巴马骑兵团与邦联警戒队交战。一夜之间，联邦工兵建造了一座跨过Oconee River离灌木丛2英里（3.2）远的桥，200名士兵度过河流攻击邦联地点的侧翼。11月25-26日，Sandersville，Wheeler袭击了Slocum的先头部队。Kilpatrick受命佯攻奥古斯塔然后再毁坏Brier Creek的铁路桥并且行动前去解放米伦（Millen）的Camp Lawton战俘营。Kilpatrick偷偷绕过了Wheeler布置在Brier Creek的防线，但是11月26日夜晚，Wheeler攻击并将第8印第安纳和第2肯塔基骑兵驱离了他们在Sylvan Grove的营地。Kilpatrick放弃了他破坏铁路桥的计划，并且得知囚犯已经被转移出了Camp Lawton，于是他便和在Louisville的军队会和。11月28日的Buck Head Creek之战中，Kilpatrick被奇袭，而且差点被捕，不过第5俄亥俄骑兵团阻止了Wheeler的前进，而后Wheeler在Reynold庄园被联邦路障彻底截住。12月4日，Kilpatrick的骑兵在Waynesboro之战中将Wheeler的骑兵击溃。
更多参与战役的联邦军来自一个不太可能的地方。少将John G. Foster派John P. Hatch掌管5,500人和10门火炮从Hilton Head出发，希望通过夺取查尔斯顿与萨凡纳铁路（Charleston and Savannah Railroad）以协助谢尔曼抵达萨凡纳附近。11月30日的Honey Hill之战中，Hatch与G.W. Smith的1,500名乔治亚民兵交战激烈，地点为南卡罗莱纳Grahamville Station南部3英里（4.8）。Smith的民兵击退了联邦军的进攻，Hatch再遭受大约650人的伤亡后撤退，而Smith只有50人伤亡。
谢尔曼的部队在12月10日抵达了萨凡纳郊区，但是发现哈迪已经将10,000人安置在壕沟的良好地点内，而且他的士兵已经将附近的稻田淹没，只留下一条狭小的堤道可抵达此城。舍曼计划之中的与美国海军的联系被封锁了，于是他派遣骑兵去McAllister堡防守Ogeechee河，希望解除道路封锁并获得海军船只上正等着他的补给。12月13日，霍华德部队下属的William B. Hazen师长袭击此在McAllister堡之战中袭击此堡，并且在15分钟内就将它夺取下来。134人的联邦军伤亡中有些人是被torpedo所伤（一种粗制的地雷名称，很少在此战争中使用）。
由于谢尔曼已经和海军少将John A. Dahlgren的舰队取得联系，他便可以获得补给和他要求用于围攻萨凡纳的攻城大炮。12月17日，他传讯给城中的哈迪：
我已经得到了能向你城市中心投射重型及毁灭性炮弹的大炮；而且，我占领控制每条萨凡纳人民和守卫得到补给的经由之路已有些时日，所以我完全有理由可以要求萨凡纳城及其附属堡垒投降，而且我在动用重型火炮前会留出合理时间等你答复。若是你采纳提议，我随时可以赋予居民和守卫自由身份；要是我不得不诉诸武力，或者采用较慢却更加保险的饥饿手段，那么，我感到有理由诉诸于最苛刻的手段，并且几乎不会克制我的军队——燃烧以报复他们带给萨凡纳和其他那些在将我们国家拖入内战中出了名的城市大城市的国家性过错。

 — 威廉·T·谢尔曼，给威廉姆·J·哈迪的消息，1864年12月17日，记录于他的回忆录之中

哈迪决定逃跑而非投降。12月20日，他带领他的人通过用碾成片的米搭建的浮桥度过萨凡纳河。次日早上，萨凡纳市长R. D. Arnold骑马出（城）正式投降，条件为Geary将军承诺保护城市的市民和他们的财产。谢尔曼的人在第20军的Geary师长带领下，于当日占领此城。

## 后果
谢尔曼电报林肯总统，“請讓我将萨凡纳城，一百五十门配備充足彈藥的大炮和二万五千捆棉花，作為獻給您的圣诞节礼物。”12月26日，总统在信中回到：
非常，非常感谢你的圣诞礼物——攻占萨凡纳。当你将要离开亚特兰大，前去大西洋海岸之时，我非常焦虑，或者说是害怕；但是因为感觉你的判断更好，而且想起‘不冒险，无收获’这句话，我并未干涉。如今，此举成功，荣誉尽归你所有；因为我认为我们之中，有的只是默认。而且，若将托马斯将军的工作考虑在内（理应如此），这的确是个伟大之举。它不只是提供了显而易见又直接的军事优势；而且，通过向世界表现你的军队可以被分开，将更强的部分用于重要的新战役，然而所留下的又足以征服老对手——胡德军队，它又将黑暗中的人带去看到光明。可是然后呢？我想大概我让格兰特将军和你自己来做决定会比较可靠。请将我的感激的谢意带给全军—官员和人员。
从萨凡纳出发，谢尔曼在春天北行，穿过卡罗莱纳，意图完成他的迂回行动与结合他和格兰特的军团对抗罗伯特·李。一场为期两月的战役成功之后，谢尔曼于1865年4月26日在北卡罗来纳受降了约瑟夫·E·约翰斯顿和他的军队。
谢尔曼的焦土政策备受争议，而且谢尔曼的后名也一直被许多南方人辱骂。奴隶对谢尔曼及其军队行为的看法并不相同。那些以解放者欢迎他的奴隶离开他们的庄园去跟随他的军队。而在另一方面，Jacqueline Campbell写到，一些奴隶带着鄙夷的目光看联邦军洗劫性和侵略性的行为。他们感到被背叛，因为他们“和他们的主人一同受难”。这些特别的奴隶常常忠于南方的生活方式，继续照料和他们紧密联系的土地和家人。至于那些选择逃离他们庄园，跟随谢尔曼军队的奴隶的命运，一位邦联军官估计，有10,000人跟随，数百人沿路上死于“饥饿，疾病，或者曝晒”。
对于乔治亚和邦联来说，向大海进军有着毁灭性的冲击。谢尔曼本人估计，此战役造成了一亿元的破坏（大约相当于2010年的14亿元），其中大约有五分之一“是符合我们利益的”而“余下的不过是浪费和破坏。”军队破坏了300英里（480）长的铁路和许多桥梁以及数里长的电报线。它捕获了5,000匹马，4,000头骡，13,000头牛。并没收了950万磅玉米和1050万磅饲料，毁坏无数轧棉机和作坊。军事史学家Herman Hattaway和Archer Jones引述了战役中对铁路和南方后勤造成的严重伤害，并说“谢尔曼的袭击成功‘把邦联的战争努力敲成了碎片’”。David J. Eicher写到“谢尔曼已经完成了惊人的任务。他因深入敌人领地且无补给或通信线路的行动而挑战了军事法则。他摧毁了许多南方人身体和心理上发动战争的能力。”

## 相关歌曲

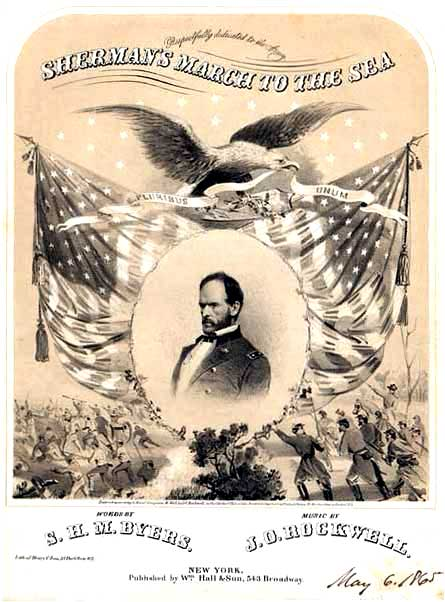
谢尔曼向大海的进军在1865年在音乐中欢庆，S.H.M. Byers词，J.O. Rockwell曲。

行军期间士兵唱了许多歌曲，但是一首在后来写成的歌曲却成了此战役的象征：Henry Clay Work在1865年写的Marching Through Georgia （挥兵通过乔治亚）。谢尔曼鄙视此曲，部分因为他不是个欢呼敌人失败的人，部分因为此曲几乎在他每次公开出现的时候都会演奏。这首歌在「Sing it as we used to sing it, 50,000 strong」（就像我们以前那样唱，50,000之众）一句中低估了谢尔曼军队20%的力量。

### 个人资料
- Sherman, William T. Memoirs of General W.T. Sherman （页面存档备份，存于）. 2nd ed. New York: Library of America, 1990. ISBN 0-940450-65-8. First published 1889 by D. Appleton & Co.
- U.S. War Department, The War of the Rebellion （页面存档备份，存于）: a Compilation of the Official Records of the American Civil War of the Union and Confederate Armies. Washington, DC: U.S. Government Printing Office, 1880–1901.
- Savannah Campaign Union order of battle (Official Records, Series I, Volume XLIV, pages 19-25)
- Savannah Campaign Confederate order of battle (Official Records, Series I, Volume XLIV, pages 875-876)

## 延伸阅读
- Glatthaar, Joseph T. The March to the Sea and Beyond: Sherman's Troops in the Savannah and Carolinas Campaigns . New York: New York University Press, 1985. ISBN 0-8147-3001-9.
- Miles, Jim. To the Sea: A History and Tour Guide of the War in the West, Sherman's March across Georgia and through the Carolinas, 1864–1865.  Nashville, TN: Cumberland House, 2002.  ISBN 1-58182-261-8.
- Smith, Derek. Civil War Savannah.  Savannah, Ga: Frederic C. Beil, 1997. ISBN 0-913720-93-3.